# Mezőpagocsa
Mezőpagocsa (románul Pogăceaua) falu Romániában Maros megyében, Mezőpagocsa község központja.

## Fekvése
Marosvásárhelytől 24 km-re északnyugatra fekszik.

## Története
1345-ben Pakachatelke néven említik először. A falu református magyar lakosságát Basta serege pusztította el, ekkor semmisült meg a református templom is, melyre ma csak egy harangláb emlékeztet. A magyarok helyére románok települtek. 1910-ben 1997, többségben román lakosa volt, jelentős magyar és cigány kisebbséggel. A trianoni békeszerződésig Maros-Torda vármegye Marosi felső járásához tartozott. 1992-ben 1037 lakosából 939 román, 85 cigány, 13 magyar volt.